# بیل گارنر (بازیکن فوتبال)
بیل گارنر (انگلیسی: Bill Garner (footballer)؛ زادهٔ ۱۴ دسامبر ۱۹۴۷) یک بازیکن فوتبال است.
وی سابقه بازی در تیم‌های باشگاه فوتبال نوتس کانتی، باشگاه فوتبال دانستیبل تاون، باشگاه فوتبال بدفورد تاون، باشگاه فوتبال ساوتند یونایتد، باشگاه فوتبال چلسی، باشگاه فوتبال کمبریج یونایتد، باشگاه فوتبال چلمزفورد سیتی و باشگاه فوتبال برنتفورد را دارد.